# Копальня Оушен (Банаба)

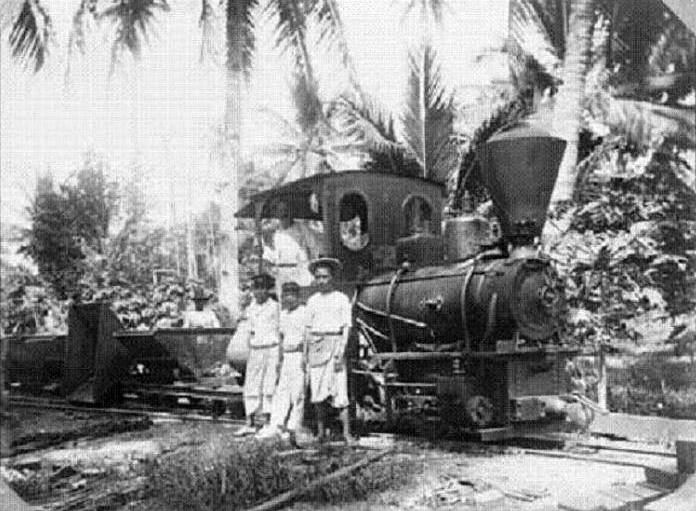
Потяг, що обслуговував копальню, 1906 рік

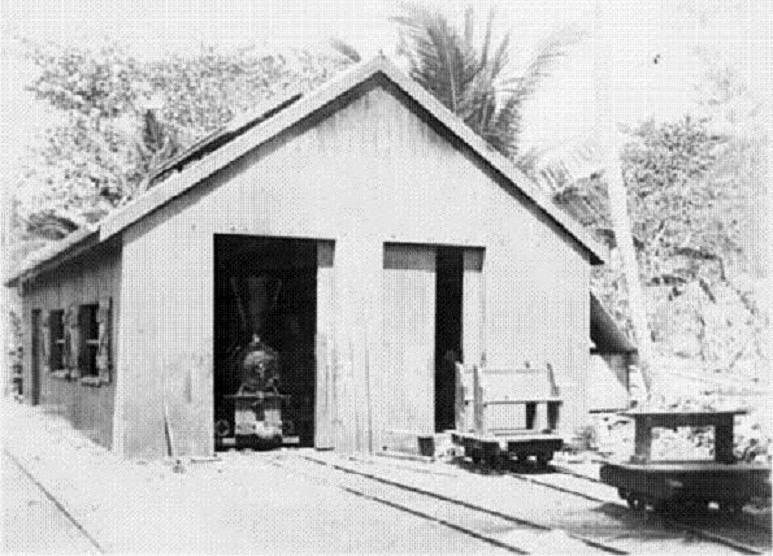
Локомотивне депо копальні

Копальня Оушен (Банаба) – колишній гірничодобувний майданчик у Мікронезії, який охоплював значну площу острова Оушен (Банаба).
Протягом другої половини XIX століття численні острови Тихого океану були місцем розробки покладів гуано, зокрема, такого, що втратило більшість азоту та перетворилось на фосфорне добриво (фосфоритного гуано). Протягом кількох десятиліть такі роботи обмежувались островами, що змогли видати від кількох тисяч до кількох сотень тисяч тонн добрива (Уолпол, Честерфілд, Молден, Старбак, Джарвіс, Бейкер, Гауленд, Ендербері та інші), допоки справа не дійшла до розробки найбільших родовищ, пов'язаних з островами Ангаур, Науру, Оушен та Макатеа, де унаслідок реакції фосфорної кислоти з гуано та вапняків виникли справжні фосфорити.
Видобуток на Оушені почала в 1900 році Pacific Phosphate Company (PPC), при цьому в 1901-му британці анексували острів, що завдяки покладам фосфоритів отримав важливе стратегічне значення. В 1919-му уряди Великобританії, Австралії та Нової Зеландії прийняли рішення про передачу права на розробку до British Phosphate Commissioners, а PPC після певного спротиву погодилась в 1920-му на отримання компенсації (розподіл витрат на останню становив по 42% з Великобританії та Австралії і 16% з Нової Зеландії). Останній вантаж фосфоритів відправили у 1979 році, при цьому накопичений видобуток з початку експлуатації досягнув 23 млн тонн (з яких біля 13 млн тонн відправили до Австралії).
Фосфорити доправляли породу до берегового пункту відвантаження у вагонетках, які приводились у рух паровими локомотивами. Протягом кількох місяців на рік води навколо острова ставали особливо небезпечними для судноплавства, так що в районі Оушена за період ведення розробок з навігаційних причин загинуло щонайменше 5 кораблів.
У грудні 1940-го германські рейдери потопили 5 суден в районі Оушену та Науру, а один з них обстріляв та суттєво пошкодив споруди науруанського промислу. Як наслідок, в лютому та серпні 1941-го на Оушен (що за міжнародними угодами в мирний час мав бути демілітаризованим) прислали два підрозділи австралійських солдат з чотирма 75-мм гарматами. Після вступу Японії у війну ці сили стали явно замалі для захисту острова від можливого нападу і в лютому 1942-го французький есмінець «Le Triomphant» евакуював європейців та китайських працівників (що перед тим вивели з ладу обладнання промислу та гармати). Місцевих мешканців залишили на Оушені, оскільки щодо них не очікували якихось особливо ворожих дій зі сторони японців. Останні окупували острів наприкінці серпня 1942-го, після чого депортували більшість населення. Всі залишені на острові аборигени були знищені японцями вже після капітуляції і лише один зміг врятуватись та надати свідчення про цей злочин.
Розробка велась відкритим способом із вилученням фосфоритів з природніх порожнин , що призвело до виникнення специфічного ландшафту, покритого вапняковими скелями заввишки до 18 метрів. У підсумку гірничодобувні роботи охопили понад 540 гектарів або 90% території острова (що становить собою піднятий атол). 
Враховуючи залучення великих площ до розробки, ще до Другої світової війни почались пошуки місця для переселення мешканців Оушену, а в 1945-му більшість з них були переміщені на острів Рабі в архіпелазі Фіджі. Станом на початок XXI століття на Банабі проживало лише біля трьох сотень осіб, причому жодної рекультивації гірничих розробок не провадилось.
В 2023 році австралійська компанія Centrex уклала угоду щодо проведення дорозвідки фосфоритів на Банабі.